# La variabile umana
La variabile umana è un film drammatico del 2013 diretto da Bruno Oliviero con Silvio Orlando, Giuseppe Battiston,  Alice Raffaelli e Sandra Ceccarelli. Il film è stato distribuito nei cinema a partire dal 29 agosto 2013.

## Trama
L'ispettore Monaco, stanco del suo lavoro da quando è morta la moglie, ormai da anni si dedica solo ad attività amministrative. A seguito dell'omicidio del Signor Ullrich, un imprenditore molto legato alla vita politica, una notte il suo dirigente gli impone però di occuparsi del caso che appare subito molto delicato. La stessa notte nelle stanze della Questura entra anche Linda, sua figlia, che è stata fermata perché trovata in possesso della sua pistola di ordinanza. L'indagine lo porterà in contatto con un mondo metropolitano decadente e corrotto e avrà risvolti inattesi che lo costringeranno a misurarsi con la sua vita personale e col suo ruolo di padre che aveva trascurato dopo la morte della moglie.